# Pelago
Pelago és un comune (municipi) de la ciutat metropolitana de Florència, a la regió italiana de la Toscana, situat uns 20 km a l'est de Florència. L'1 de gener de 2018, tenia 7.751 habitants.
El municipi de Pelago conté les frazioni (llogarets) de Borselli, Carbonile, Consuma, Diacceto, Fontisterni, Magnale, Palaie, Paterno, Raggioli, San Francesco i Stentatoio.
Pelago limita amb els municipis de Montemignaio, Pontassieve, Pratovecchio, Reggello, Rignano sull'Arno i Rufina.
Lorenzo Ghiberti va néixer a Pelago l'any 1378.